# بيك أبوت
بيك أبوت هي منتجة أسطوانات كندية، ولدت في 1971.